# Élections sénatoriales françaises de 1974
Cet article fournit un résumé des résultats des élections sénatoriales françaises de 1974 qui ont eu lieu le 22 septembre 1974.

## Répartition des sièges

### Sièges par groupe
|                        |                                                                    |        |  |  |  |  |
| Groupes parlementaires | Groupes parlementaires                                             | Sièges |  |  |  |  |
|                        | Groupe des Républicains indépendants (RI)                          | 58     |  |  |  |  |
|                        | Groupe socialiste (SOC)                                            | 51     |  |  |  |  |
|                        | Groupe de l'Union Centriste des Démocrates de Progrès (UCDP)       | 54     |  |  |  |  |
|                        | Groupe de la Gauche démocratique (GD)                              | 35     |  |  |  |  |
|                        | Groupe d'Union des Démocrates pour la République (UDR)             | 30     |  |  |  |  |
|                        | Groupe communiste (COM)                                            | 20     |  |  |  |  |
|                        | Groupe des Républicains Indépendants d'Action Sociale (RIAS)       | 15     |  |  |  |  |
|                        | Groupe de l'Union des sénateurs non inscrits à un groupe politique | 20     |  |  |  |  |
|                        |                                                                    |        |  |  |  |  |
| Total                  | Total                                                              | 283    |  |  |  |  |

## Président du Sénat
Alain Poher est réélu président du Sénat le 2 octobre 1974.
| Candidat             | Candidat             | Département d’élection | Parti                | Voix | %     |
| -------------------- | -------------------- | ---------------------- | -------------------- | ---- | ----- |
|                      | Alain Poher          | Val-de-Marne           | UCDP                 | 193  | 72,83 |
|                      | Pierre Giraud        | Paris                  | SOC                  | 70   | 26,42 |
|                      | Yves Estève*         | Ille-et-Vilaine        | UDR                  | 1    | 0,38  |
|                      | Michel Yver*         | Manche                 | RI                   | 1    | 0,38  |
|                      |                      |                        |                      |      |       |
| Votes exprimés       | Votes exprimés       | Votes exprimés         | Votes exprimés       | 265  | 98,88 |
| Votes blancs ou nuls | Votes blancs ou nuls | Votes blancs ou nuls   | Votes blancs ou nuls | 3    | 1,12  |
| Votants              | Votants              | Votants                | Votants              | 268  | 100   |
| * Non candidat       |                      |                        |                      |      |       |